# Madeleine Sherwood
Madeleine Sherwood (Montreal, 13 november 1922 – Lac Cornu, 23 april 2016) was een Canadese actrice.

## Biografie
Sherwood speelde al in het theater vanaf jonge leeftijd. Vanaf 1950 speelde ze regelmatig op Broadway. Ze kreeg een hoofdrol in The Chase ter vervanging van actrice Kim Stanley. 
Vanaf 1958 verscheen ze ook in films. Haar eerste film, Cat on a Hot Tin Roof, speelde ze naast Elizabeth Taylor en Paul Newman. Ook in Sweet Bird of Youth acteerde ze naast Newman. Tot op hoge leeftijd bleef ze acteren.
Ze overleed in 2016 op 93-jarige leeftijd.

## Filmografie (selectie)
- 1958 · Cat on a Hot Tin Roof
- 1962 · Sweet Bird of Youth
- 1967 · Hurry Sundown
- 1980 · The Changeling